# Jindřich Roudný
Jindřich Roudný (* 14. Februar 1924 in Fukov; † 10. Mai 2015) war ein  tschechoslowakischer Leichtathlet. Der 1,75 m große und in seiner Wettkampfzeit 63 kg schwere Läufer war 1950 Europameister im Hindernislauf. 
Bei den Europameisterschaften 1946 in Oslo lief Roudný neuen Landesrekord in 9:33,4 Minuten. Damit belegte er Platz 7 mit über 30 Sekunden Rückstand auf den Sieger Raphaël Pujazon. Vier Jahre später bei den Europameisterschaften 1950 in Brüssel gewann Roudný den Titel in 9:05,4 Minuten mit zwei Sekunden Vorsprung auf den Jugoslawen Petar Šegedin. Roudný nahm 1952 an den Olympischen Spielen in Helsinki teil. In 9:06,4 Minuten wurde er Fünfter seines Vorlaufs, er verpasste die Finalteilnahme um 0,4 Sekunden.